# N104 (België)
De N104 is een gewestweg in België van Wechelderzande (Lille) naar Vlimmeren (Beerse). De N104 is een van de laatste wegen in de provincie Antwerpen die onder het beheer valt van de provincie. Op termijn worden deze wegen wel allemaal overgedragen aan het Vlaams gewest. De lengte van de N104 bedraagt ongeveer 4,5 kilometer.

## Traject
De N104 start met een T-kruising op de N153 in het centrum van Wechelderzande en loopt doorheen de bebouwde kom richting Vlimmeren. Ter hoogte van het kruispunt met de Visbeekbaan is er een scherpe bocht waar vooral vanuit de richting van Vlimmeren veel bestuurders zich op miskijken. Eenmaal uit de bebouwde kom mag er 90 km/h gereden worden. De weg loopt nu over een vrij bochtig traject verder richting Vlimmeren. Al deze bochten zijn vlot te nemen tegen 90 km/h omwille van de brede rijstroken en de ruime boogstralen. Uitzondering is een zeer scherpe bocht bij het binnenrijden van Vlimmeren. De maximumsnelheid is hier beperkt tot 50 km/h. Na deze bocht is het nog een paar honderd meter tot de bebouwde kom van Vlimmeren. Hier geldt kort een snelheidsbeperking van 70 km/h. De N104 van aan zijn begin tot aan de bebouwde kom van Vlimmeren is een zeer brede weg met aan weerszijden een aanliggend fietspad in beton. De rijweg zelf bestaat uit asfalt.
Het centrum van Vlimmeren is een tijd geleden heraangelegd en sindsdien vind je hier verschillende drempels en een klinkerwegdek. Ook de fietsers beschikken over uitstekende voorzieningen en hebben gedeeltelijk vrijliggende fietspaden aan beide kanten van de weg.
De N104 eindigt met een lichtengeregeld kruispunt op de N12 Antwerpen - Turnhout.